# Hillerød Bymuseum
Hillerød Bymuseum er bymuseum i tre etager og ligger på Jægerbakken i Frederiksborg Slotshave. Hillerød Bymuseum viser Hillerøds historie fra byen opstod i midten af 1500-årene som serviceby for Frederiksborg Slot frem til vor tid. Hillerøds historie er helt unik, da den er en af meget få slotsbyer i verden, der tilmed har overlevet, at byens slot har mistet sin betydning. 
En del af udstillingen kaldes Tidens Gade, hvor man kan gå gennem det 20. århundrede og opleve hverdagssituationer fra 1. verdenskrig til i dag i de mange butikker, værksteder og stuer, hvor forskellige øjeblikke fortæller om livet i Hillerød for ikke så mange år siden.
Fra maj 2008 kan man også se dokumentarfilmen om Maskinfabrikken Nordsten i udstillingen. Nordsten var Hillerøds største arbejdsplads, frem til den flyttede i 1988.
I kælderen ligger Grafisk Museum med både hånd- og maskinsætteri. Grafisk Museum er et arbejdende museum, hvor tidligere trykkere og sættere arbejder hver onsdag.